# Brørup Sogn

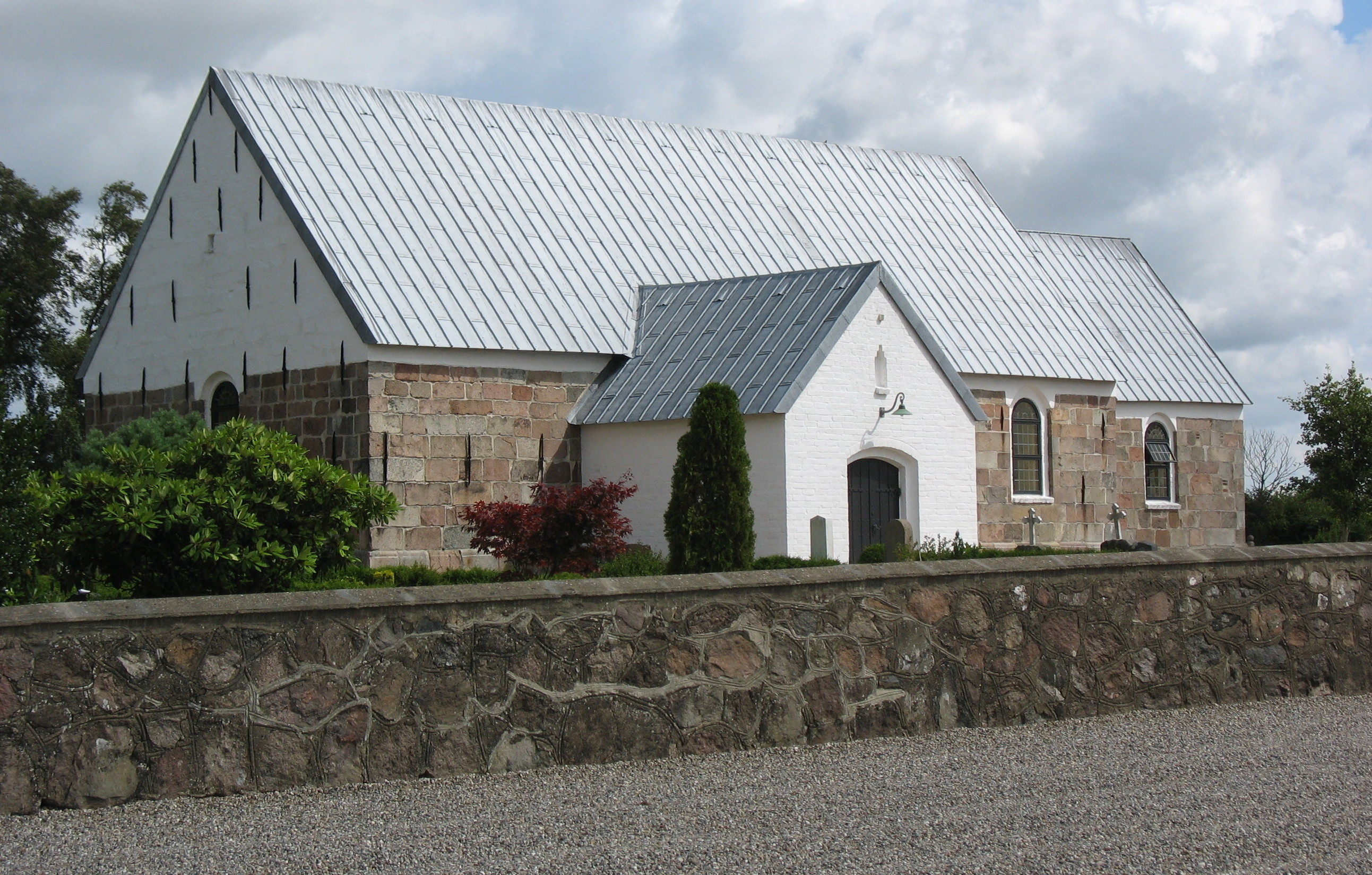
Brørup Kirke

Brørup Sogn ist eine Kirchspielsgemeinde (dän.: Sogn)  im südlichen Dänemark. Bis 1970 gehörte sie zur Harde Malt Herred im damaligen Ribe Amt, danach zur Brørup Kommune im erweiterten Ribe Amt, die im Zuge der  Kommunalreform zum 1. Januar 2007 in der „neuen“  Vejen Kommune in der Region Syddanmark aufgegangen ist.
Im Kirchspiel leben 4081 Menschen. Die Stadt Brørup selbst, die sich zum Teil nach Süden auf das Gebiet des Kirchspiels Folding Sogn erstreckt, hat 4593 Einwohner (Stand:1. Januar 2023). Im Kirchspiel liegen die Kirchen „Brørup Kirke“ und die neuere „Johanneskirke“.
Nachbargemeinden sind im Norden Lindknud Sogn, im Osten Læborg Sogn und Malt Sogn, im Süden Folding Sogn und im Westen Holsted Sogn.